# Schusteria littorea
Schusteria littorea is een mijtensoort uit de familie van de Selenoribatidae. De wetenschappelijke naam van de soort is voor het eerst geldig gepubliceerd in 1968 door Grandjean.